# Casa Blanca (Puiverd)
La Casa Blanca és una obra de Tremp (Pallars Jussà) protegida com a Bé Cultural d'Interès Local.

## Descripció
Es tracta d'una antiga masia que es va remodelar i eixamplar. És un complex que consta d'habitatge i construccions distribuïdes al voltant d'un pati. Aquestes construccions corresponen a graners, pallers, corrals, cavallerisses, cotxeres i magatzems.
L'habitatge presenta dues parts ben diferenciades corresponents a la part antiga i a la part recent. La part més nova és un edifici de tall rectangular a banda i banda del qual s'annexen dues naus rectangulars. La part central del conjunt s'aixeca sobre tres plantes i unes golfes, mentre que les naus laterals ho fan sobre una planta i sobreteulada; presenta una estructura piramidal i esglaonada. La part antiga de l'habitatge està constituïda per un edifici allargat i està annexada a la part nova en la seva façana sud; ambdues edificacions es comuniquen internament. Aquest edifici s'aixeca sobre dues plantes i una sobreteulada, té un soterrani on es troba el celler. El pati és de grans dimensions, quadrangular i enllosat; totes les naus que comuniquen amb ell tenen la primera planta porxada. A partir d'aquest pati es distribueixen el conjunt d'edificis on s'executaven les tasques agrícoles i ramaderes així com les cotxeres.